# Landauer – Der Präsident
Landauer – Der Präsident ist ein deutscher Fernsehfilm des Regisseurs Hans Steinbichler, der am 15. Oktober 2014 im Ersten erstmals ausgestrahlt wurde.

## Handlung
Der Film beginnt mit dem Sieg der deutschen Fußballmeisterschaft 1932 durch den von Präsident Kurt Landauer geführten FC Bayern München im Finale gegen Eintracht Frankfurt. 15 Jahre später kehrt Landauer aus dem Exil in der Schweiz in das kriegszerstörte München zurück, von wo aus er nach New York weiterzureisen beabsichtigt. Er besucht die Vereinsversammlung seines früheren Vereins, der sich nach der Zwangsauflösung aller Vereine in der US-amerikanischen Besatzungszone gerade neu strukturieren will, von den Alliierten Besatzern aber keine Lizenz für die Austragung von Sportveranstaltungen erhält. Die Vereinsspitze um Sigi Hermann und Conny Heidkamp, die den Klub durch die Kriegsjahre führten, ernennt Landauer spontan wieder zum Präsidenten. Dieser nimmt die Wahl zögernd an und nimmt mit Hermann die Instandsetzung des kriegsbeschädigten Stadions an der Grünwalder Straße in Angriff. Er stellt die Buchhalterin Inge Streicher ein, die schnell feststellt, dass der Verein vor dem finanziellen Ruin steht. Um den Fußball in der Stadt wieder zu beleben und den FC Bayern zu retten, verhandelt Landauer mit der Vereinsführung des Lokalrivalen TSV 1860 München um die Austragung eines ersten Fußballspieles. Seine parallel dazu laufenden Verhandlungen mit den Amerikanern sind erfolgreich, und beide Vereine erhalten die erforderliche Lizenz, um den regulären Spielbetrieb wiederaufzunehmen. Landauer gibt seine Pläne auf, nach New York auszuwandern und bleibt bis 1951 Präsident des FC Bayern.

## Hintergrund

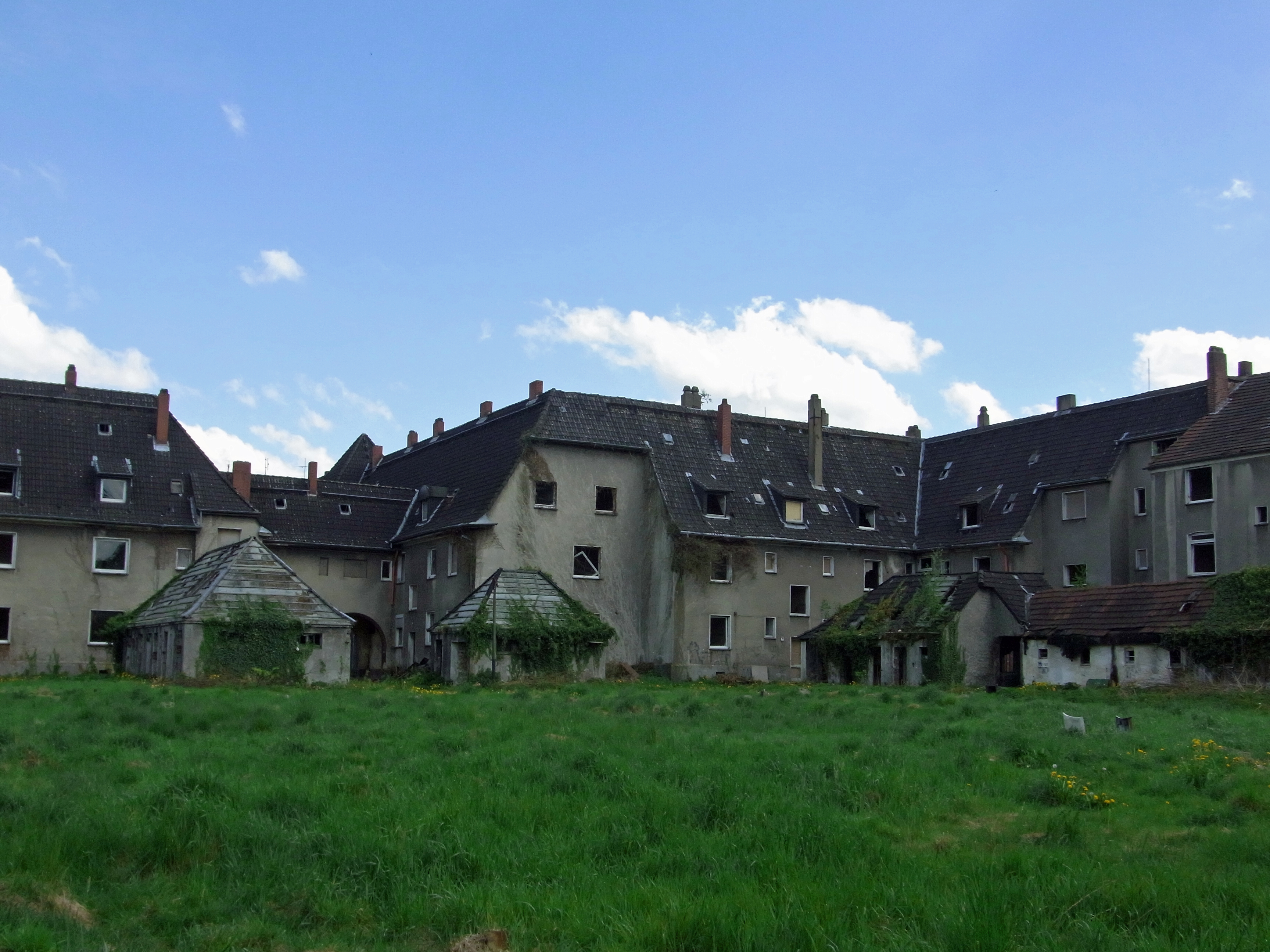
Geistersiedlung in Gladbeck, einer der Drehorte

Der Film wurde vom 16. Juli 2013 bis zum 24. August 2013 in Bayern und Nordrhein-Westfalen gedreht.
Die Ultras des FC Bayern organisierten anlässlich des Holocaust-Erinnerungstags eine Choreografie zum Gedenken Landauers in der Südkurve der Allianz Arena vor dem Bundesligaspiel gegen Eintracht Frankfurt im Februar 2014.
Diese Aufnahmen werden mit einer einleitenden Widmung für 20 Sekunden als letzte Szene des Films gezeigt.

„Es war die Fangruppe ‘Schickeria’, die Kurt Landauer der Welt wieder in Erinnerung rief.“

Einige historische Fakten und Ereignisse im Film entsprechen nicht den tatsächlichen Geschehnissen. So ist beispielsweise der in der Filmhandlung genannte zentrale Erhalt der Lizenz für den Spielbetrieb im Jahr 1947 Fiktion. Fußball wurde außerdem in Deutschland bereits seit Herbst 1945 in der neu organisierten Oberliga gespielt, zu deren Gründungsmitgliedern die beiden großen Münchner Vereine zählten. Auch war das Stadion an der Grünwalder Straße schon seit Sommer 1945 wieder für den Spielbetrieb freigegeben. Der im Film dargestellte Wiederaufbau mit Hilfe von Spielern und Mitgliedern beider Vereine fand so – obwohl damals von der Stadt München gefordert – nicht statt.

## Rezeption

### Kritiken
„Josef Bierbichler spielt den bedachten, verletzten Landauer mit sorgfältig dosierten Emotionen – im feinen Gegensatz zur oft leider allzu gefühlsschwanger aufbrausenden Filmmusik, dem einzigen störenden Element in dieser gut komponierten Inszenierung, denn ein schwarz-weißer Gang durch Ruinen wirkt auch ohne düsteres Säge-Cello.“

„Apropos Löwen: Am besten ist ‘Landauer’, dem die Balance aus Heldenporträt, Fußballfilm und Nachkriegsdokument gut gelingt, wenn mit Bierbichler und Eisi Gulp (als Präsident von 1860) zwei Charakterschauspieler der ersten Liga aufeinander losgehen. […] Eine weitere Freude: Der Film beleuchtet die jüdischen Wurzeln des FC Bayern und erinnert daran, dass ohne Kurt Landauer Uli Hoeneß’ Wirken so nicht möglich gewesen wäre.“

### Einschaltquoten
Die Erstausstrahlung von Landauer – Der Präsident am 15. Oktober 2014 wurde in Deutschland insgesamt von 3,11 Millionen Zuschauern gesehen und erreichte einen Marktanteil von 10,4 % für Das Erste; in der Gruppe der 14- bis 49-jährigen Zuschauer konnten 0,86 Millionen Zuschauer und ein Marktanteil von 7,8 % erreicht werden.

### Public viewing in Dingden
Der Heimatverein Dingden, Westmünsterland, zeigte den Film bereits im Juli 2014 öffentlich vor einem großen Publikum auf einem Platz neben dem 2012 eröffneten Humberghaus, um an Parallelen zwischen den Fluchtgeschichten der jüdischen Familienangehörigen der Humbergs und Landauers zu erinnern.

## Hörfilm
Die Audiodeskription des Films wurde von Peter Veit gesprochen und 2015 mit dem deutschen Hörfilmpreis in der Kategorie Fernsehen prämiert.